# Fettauge
Als Fettaugen werden mehr oder weniger runde Ansammlungen von flüssigem Fett auf der Oberfläche einer wässrigen Flüssigkeit wie Brühe bezeichnet.
Früher galt die Anzahl der Fettaugen auf der Suppe als Zeichen des Wohlstands – nur Begüterte konnten sich fettreiches Essen leisten. Im Zuge des Trends zu fettarmer Ernährung sind Fettaugen heute oft weniger erwünscht. Ein geringer Fettgehalt kann jedoch zu geschmacklicher Beeinträchtigung führen, da viele Geschmacksstoffe im Fett gelöst sind und bei dessen Entfernung verloren gehen.

## Physikalisches

Oberflächenspannung am Fettauge

Wegen der geringeren Dichte von Fett im Vergleich zu Wasser schwimmen Fetttropfen immer an der Oberfläche. Durch die Oberflächenspannung des Wassers und durch ihr Gewicht werden die Tropfen linsenförmig auseinandergezogen, weil die Oberflächenspannung des Wassers (F3) größer ist als die Grenzflächenspannung des Fetttropfens zum Wasser (F1) und zur Luft (F2). Solange für die Kraft F4 = F1 + F2 gilt |F4| < |F3|, wie im Bild gezeigt, breitet sich der Fetttropfen aus. Es wird schließlich ein Gleichgewicht mit |F4| = |F3| und einem bestimmten Winkel zwischen F1 und F2 erreicht. Im Gegensatz zu Öltröpfchen, die sich ausbreiten, bis sie nur mehr aus einer Molekülschicht bestehen oder bis die Ausbreitung z. B. durch einen Rand behindert wird, bleiben Fettaugen kleiner und dicker. Da die Oberflächenspannung des Wassers auf den Rand des Fetttropfens überall gleich wirkt, bleiben sie dabei kreisförmig.
Wenn man ein Spülmittel zugibt, werden sich – nachdem es sich verteilt hat – in der Regel alle genannten Oberflächenspannungen verringern, d. h. alle entsprechenden Kräfte werden kleiner. Ein gutes Spülmittel wird insbesondere die Flüssig-flüssig-Grenzflächenspannung verringern, dann werden die Fetttropfen auseinandergezerrt. Mit der so geänderten Gleichgewichtsgeometrie können sie leichter in die wässrige Phase aufgenommen werden, sie werden darin dispergiert.